# Lavandière de nuit
Pour les articles homonymes, voir Lavandière (homonymie).
 (juillet 2014).
Une lavandière de nuit ou lavandière de la mort est un personnage de légende, une créature féminine ou une revenante, rencontrée de nuit, nettoyant un linge dans un cours d'eau ou un lavoir. La lavandière est toujours liée au domaine de la mort : selon les traditions, elle est annonciatrice d'un décès, ou bien elle est condamnée dans la mort à expier ses anciens péchés.
La lavandière de nuit apparait sous d'autres noms dans différents pays d'Europe et les croyances perdurent jusqu'au début du XXe siècle. Les premières mentions datent du VIIIe siècle, dans des textes gaéliques où la rencontre d'un être féminin qui lave un linge ensanglanté fait référence au mythe celtique irlandais des déesses guerrières.
Très présentes dans le folklore irlandais et écossais, ces lavandières de nuit se retrouvent dans d'autres régions d'Europe. Selon les époques et traditions, ces légendes sont parfois influencées ou confondues avec les légendes de la banshee, la dame blanche, la fileuse de nuit, les fées ou les fantômes.

## Noms

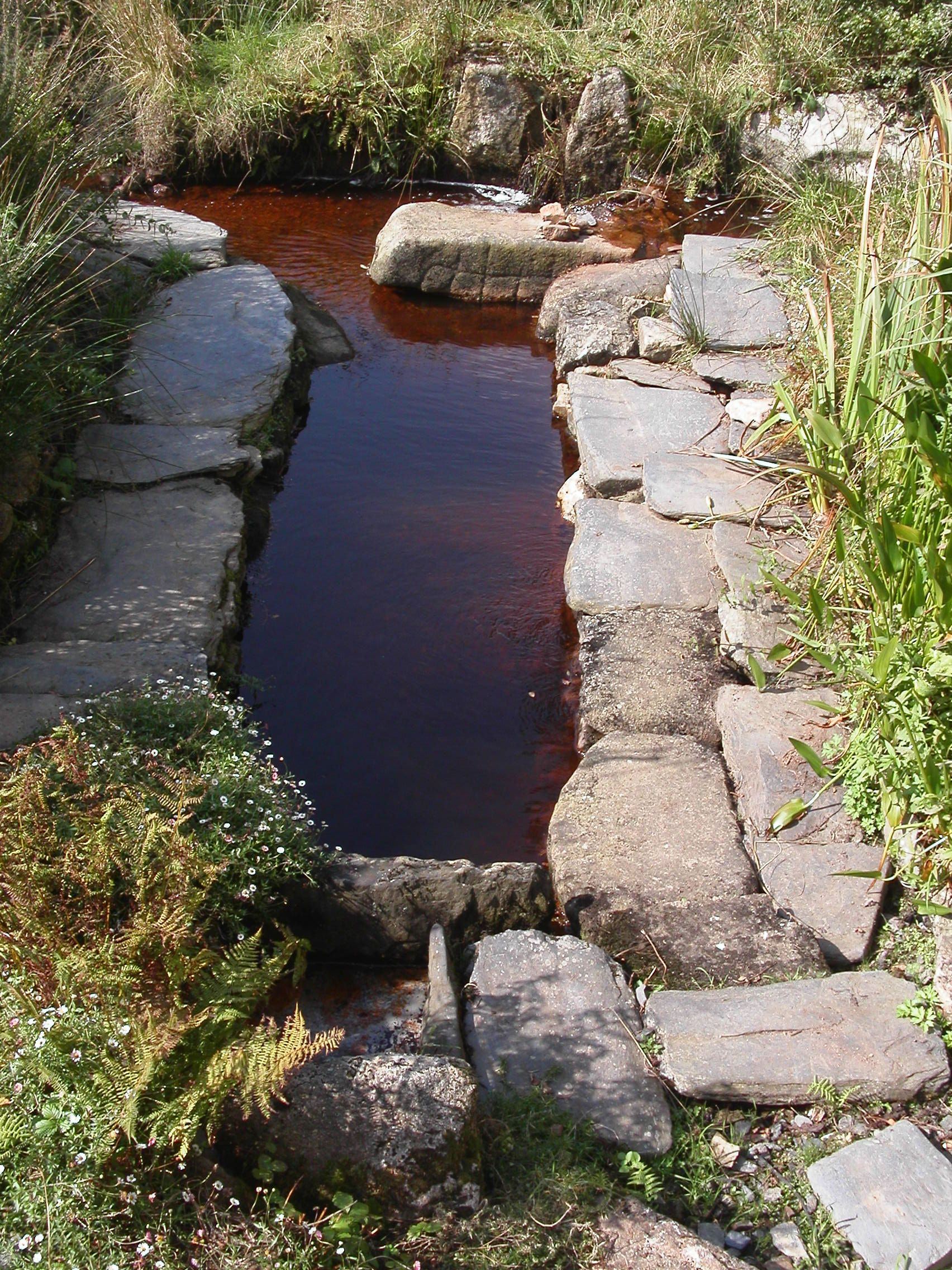
Avant le XIXe siècle, les lavoirs de campagne étaient des points d'eau aménagés simplement, parfois éloignés des habitations.

Le folklore de la lavandière de nuit est présent dans de nombreuses régions d'Europe.
En gaélique écossais elle est appelée bean nighe, c'est-à-dire « femme laveuse », parfois sous le diminutif ban nigheachain « petite laveuse » ou bien nigheag na h-àth « laveuse du gué ». En irlandais bean niochain et sur l'Île de Man ben niaghyn. Moins fréquente dans le reste des îles Britanniques, elle est nommée en anglais night washerwoman (« laveuse de nuit ») ou midnight washerwomen (« laveuse de minuit »).
En breton, cette créature de nuit est nommée la kannerez noz, au pluriel kannarezed. En français, lavandière de nuit ou lavandière de la nuit ; l'ancien terme lavandière (dérivant du verbe laver) désignait une « femme qui lave le linge par profession », synonyme de blanchisseuse ou laveuse.
En portugais, le personnage de légende est la lavandeira da noite. En Suisse romande, gollière a noz.

## Mythologie celtique des Gaëls
Article connexe : Mythologie celtique irlandaise
Dans la littérature irlandaise médiévale, des scènes décrivent des créatures féminines lavant des linges ensanglantés ou des linceuls, en signe d'annonce des morts prochaines durant les batailles à venir. En raison du mélange de concepts païens et chrétiens dans ces textes, l'interprétation en est difficile. Mais pour de nombreux spécialistes, ces scènes au bord de l'eau sont une référence à l'Autre monde celtique et aux anciennes déesses guerrières.
Dans La Civilisation celtique, Françoise Le Roux et Christian-Joseph Guyonvarc'h font ainsi le rapprochement entre la lavandière de la nuit et le mythe de la déesse celte Morrigan, qui annonce la mort du héros Cúchulainn en lavant ses vêtements ensanglantés dans une rivière.

## La messagère de mort
Le personnage de la lavandière de nuit (bean nighe) semble présente dans le folklore médiéval et ancien des régions de langue gaéliques (Écosse, Irlande), comme annonciatrice des morts prochaines. Dans le folklore plus moderne de ces régions, les légendes de lavandières semblent moins fréquentes et le rôle de messagère de la mort est généralement endossé par « la crieuse », connue aujourd'hui comme banshee, qui annonçait les morts en hurlant des mélopées funèbres.

## L'expiatrice de péchés
Les légendes de lavandière du folklore moderne comportent de nombreuses considérations morales inspirées par la religion chrétienne : rappel d'interdits religieux, expiation des péchés par une âme sans repos, lavandière assimilée à une créature du diable…
Pour Daniel Giraudon (br), la fonction de ces légendes était de renforcer certains interdits sociaux ou religieux : principalement celui de punir les femmes qui continuaient de laver le linge après le coucher du soleil, alors que la nuit était traditionnellement consacrée au repos et le jour au travail. Le risque de rencontrer la lavandière de nuit serait aussi une incitation pour les villageois à ne pas sortir la nuit et rester dans leur maison ; un principe qui était recommandé par l'Église et parfois renforcé en Bretagne au XIXe siècle par les cloches du soir qui sonnaient une sorte de couvre-feu.

### Les mères infanticides
Selon George Sand, les lavandières de nuit sont des mères qui sont maudites pour avoir tué leurs enfants :

« Les véritables lavandières sont les âmes des mères infanticides. Elles battent et tordent incessamment quelque objet qui ressemble à du linge mouillé, mais qui, vu de près, n’est qu’un cadavre d’enfant. Chacune a le sien ou les siens, si elle a été plusieurs fois criminelle. Il faut se garder de les observer ou de les déranger ; car, eussiez-vous six pieds de haut et des muscles en proportion, elles vous saisiraient, vous battraient dans l’eau et vous tordraient ni plus ni moins qu’une paire de bas. »

Comme l'écrit Maurice Sand :

« À la pleine lune, on voit, dans le chemin de la Font-de-Fonts (« Fontaine des Fontaines ») d’étranges laveuses ; ce sont les spectres des mauvaises mères qui ont été condamnées à laver, jusqu’au jugement dernier, les langes et les cadavres de leurs victimes. »

### Les lavandières malhonnêtes
Selon une autre tradition[Laquelle ?], il s'agit de lavandières qui étaient chargées de laver le linge des pauvres. Par cupidité, elles remplaçaient le savon par des cailloux avec lesquels elles frottaient le linge. Non seulement celui-ci ne pouvait redevenir vraiment propre, mais il était terriblement abimé par ce traitement. Pour les punir de ce forfait, elles ont été condamnées à laver éternellement des linges qui restent sales.

### Les travailleuses du dimanche
Il s'agirait de lavandières qui auraient transgressé la règle religieuse du repos dominical en lavant du linge le dimanche ; de ce fait, elles seraient condamnées à travailler pour l'éternité (on retrouve des éléments proches dans les légendes de naroues, naroves ou naroua de certaines vallées savoyardes).
Selon les régions, cette interdiction portait également sur le samedi après-midi. Dans beaucoup d'endroits, l'interdiction portait sur le vendredi saint voire toute la semaine sainte. L'interdiction de laver le linge pouvait même s'étendre à tous les vendredis de l'année, comme attesté en Bretagne vers 1628.

## Folklore par région

### France
Au XIXe siècle, la croyance pour les lavandières de nuit était très présente en Bretagne et Normandie, mais elle est aussi attestée dans de nombreuses autres régions de France : le Berry, les Pyrénées, les Alpes, l'Alsace, le Morvan, la Creuse, la Bourgogne, l'Ariège.

#### Bretagne

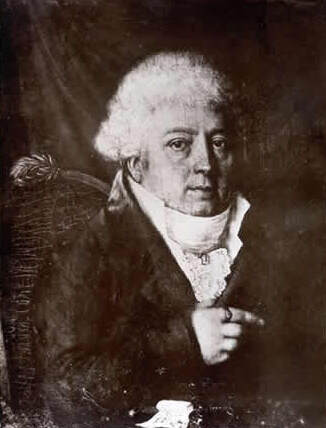
L'écrivain breton Jacques Cambry (1749-1807).

En Bretagne, les légendes de lavandière de nuit sont attestées par Jacques Cambry dès le XVIIIe siècle dans son chapitre consacré au district de Morlaix : 

« Les laveuses ar cannerez nos, (les chanteuses des nuits) qui vous invitent à tordre leurs linges, qui vous cassent le bras si vous les aidez de mauvaise grace, qui vous noyent si vous les refusez, qui vous portent à la charité ; etc. etc. »

De nombreux récits ont été collectés durant les XIXe et XXe siècles, elles sont nommées en breton ar c’hannerezed-noz, ar c’houerezed-Noz ou ar vaouez o welc’hin. Les récits tardifs qui nous sont parvenus ne permettent pas d'affirmer que ces lavandières ont la même origine que les bean nighe du folklore irlandais et écossais.
Selon les légendes bretonnes, les lavandières sont des revenantes dont le nom est connu de tous (parfois habillées de blanc, des dames blanches) ou bien ce sont des êtres surnaturels anonymes qui apparaissent sous une forme humaine. Les lavandières portent souvent le costume traditionnel de la région. Elles sont généralement solitaires, avec un visage effrayant et généralement douées d'une grande force ou agilité. Selon les légendes, elles restent silencieuses ou bien s'adressent au passant, lui demandant parfois de l'aide pour essorer son linge. Elle est rencontrée durant l'année le soir ou en pleine nuit dans des lieux connus (lavoir, bord d'un ruisseau), parfois durant les nuits de pleine lune, parfois seulement la veille de la fête des morts (Toussaint).
Dans de rares légendes, la lavandière annonce la mort par sa rencontre (mauvais présage) ou bien par des paroles. Mais dans la plupart des récits collectés aux XIXe et XXe siècles, les légendes de lavandière s'inscrivent dans une signification avant toute morale, fortement teintée par les préceptes chrétiens : la lavandière est ainsi décrite comme une revenante qui fait pénitence pour sa mauvaise conduite passée (péchés), condamnée à la rude tâche du nettoyage en frottant pendant des heures un linge.
Les motifs d'expiation des péchés sont variés : veuve qui a enseveli son mari dans un linceul sale, morte qui a été ensevelie dans un linceul sale, mère infanticide, enfants morts avant le baptême, femme qui lavait le linge le dimanche, lavandière malveillante ou de mauvaise réputation.
Selon une tradition bretonne, il s'agit de défuntes qui ont été ensevelies dans un linceul sale :
| Breton                                                                        | Français                                                                                                |
| ----------------------------------------------------------------------------- | --- |
| Quen na zui kristen salver Rede goëlc'hi hou licer Didan an earc'h ag an aër. | Jusqu'à ce que vienne un chrétien sauveur Il nous faut blanchir notre linceul Sous la neige et le vent. |

Collin de Plancy décrit les croyances bretonnes avant 1863 :

« En Bretagne, des femmes blanches, qu'on appelle lavandières ou chanteuses de nuit, lavent leur linge en chantant, au clair de lune, dans les fontaines écartées ; elles réclament l'aide des passants pour tordre leur linge et cassent les bras à qui les aide de mauvaise grâce. »

Il est à noter que la traduction de kannerez-noz en chanteuse de nuit est peut-être inexacte. Le breton fait une distinction entre kannerez (lavandière) et kanerez (chanteuse), de même que le verbe kan (chanter) ne se prononce pas tout à fait comme kann (battre le linge). D'ailleurs, les légendes bretonnes font rarement état de lavandières qui chantent pour attirer les autres femmes. Celles-ci sont au contraire silencieuses.

#### Languedoc
Selon les légendes des Corbières occidentales en Languedoc, les fées lavandières peuplent les grottes et les endroits ténébreux, sortent la nuit et vont laver leur linge avec des battoirs d'or dans le Lauquet (rivière affluent de l'Aude) ou les ruisseaux voisins. Elles sont terrifiantes d'aspect et peuvent avoir deux têtes. On les trouve largement représentées dans toutes les Corbières occidentales et le Limouxin (Rennes-les-Bains, Sougraigne, Fourtou, Laroque-de-Fa, Ginoles, Couiza, Limoux, Brugairolles, Malviès, etc.).

#### Centre
George Sand évoque la légende des lavandières ou laveuses de nuit dans plusieurs de ses livres, comme le roman Jeanne en 1844 et, plus tard, en 1858, les Légendes rustiques où elle leur consacre un chapitre. Elle convient volontiers que ces légendes sont des superstitions causées par des phénomènes naturels incompris, mais reste sensible à leur intérêt culturel :
« Nous avons entendu souvent le battoir des laveuses de nuit résonner dans le silence autour des mares désertes. C’est à s’y tromper. C’est une espèce de grenouille qui produit ce bruit formidable. Mais c’est bien triste d’avoir fait cette puérile découverte et de ne plus pouvoir espérer l’apparition des terribles sorcières, tordant leurs haillons immondes, dans la brume des nuits de novembre, à la pâle clarté d’un croissant blafard reflété par les eaux.»

#### Rhône-Alpes
Au nord de Lyon, c'est à l'île Barbe que des lavandières demandaient l'aide des jeunes hommes pour tordre leur linge. Les jours de fêtes, l'esprit embrumé et fatigué, laissaient peu de chance à celui qui acceptait de suivre les lavandières. L'historien Auguste Bleton rapporte que c'est au pied du château du Fresne, au bord de la Saône, que trois lavandières appelaient le piéton attardé. Lorsque le malheureux cédait à l’invitation, les lavandières tordaient le linge dans le même sens que l’infortuné passant. S'il voulait lâcher prise, une force invisible retenait ses deux mains et il sentait ses poignets se briser, alors que les trois femmes disparaissaient envoyant aux échos un ricanement moqueur.
Bien des récits rapportent la même légende avec une fin plus ou moins funeste.